# Ejército Italiano
El Ejército Italiano (en italiano: «Esercito Italiano»), es el componente terrestre de las fuerzas armadas de la República Italiana. Desde el 29 de julio de 2004 es una fuerza profesional integrada únicamente por voluntarios y cuenta con 96.251 efectivos profesionales.
Las fuerzas armadas de Italia cuentan con otros tres cuerpos: la Armada, la Fuerza Aérea y el Arma de Carabineros.
La sede del cuartel general del ejército está ubicada en Roma, en la Via XX Settembre 123/A, muy cerca de la iglesia de San Carlo alle Quattro Fontane.

## Estructura de mando
Las Fuerzas Armadas de Italia están bajo el mando del Consejo Supremo de Defensa, sucedido por el presidente de la República Italiana. El Ejército Italiano está encabezado por el Jefe del Stato Maggiore dell'Esercito (SME; "Jefe del Estado Mayor del Ejército") en Roma. El Jefe del Estado Mayor tiene el control directo sobre todas las operaciones de apoyo y logística en Italia, tales como la gestión de las clínicas militares, las instalaciones técnicas o los gastos, pero no tiene el control sobre las fuerzas operativas, que corresponde al Comando delle Forze Operative Terrestri (COMFOTER; "Comando de las Fuerzas Operativas Terrestres").

## Composición de las unidades
COMFOTER tiene a sus órdenes directas el Cuerpo de Reacción Rápida de la OTAN (NRDC-LO) con cuatro brigadas de apoyo (Artillería, Defensa Aérea, Logística, Ingenieros), así como la Aviación de Ejército, el Mando de Comunicaciones y Transmisiones del Ejército, y tres mandos llamados COMFOD 1, COMFOD 2 y COMALP, que entre ellos agrupan a las 11 brigadas italianas de combate. Las unidades mencionadas son en detalle:

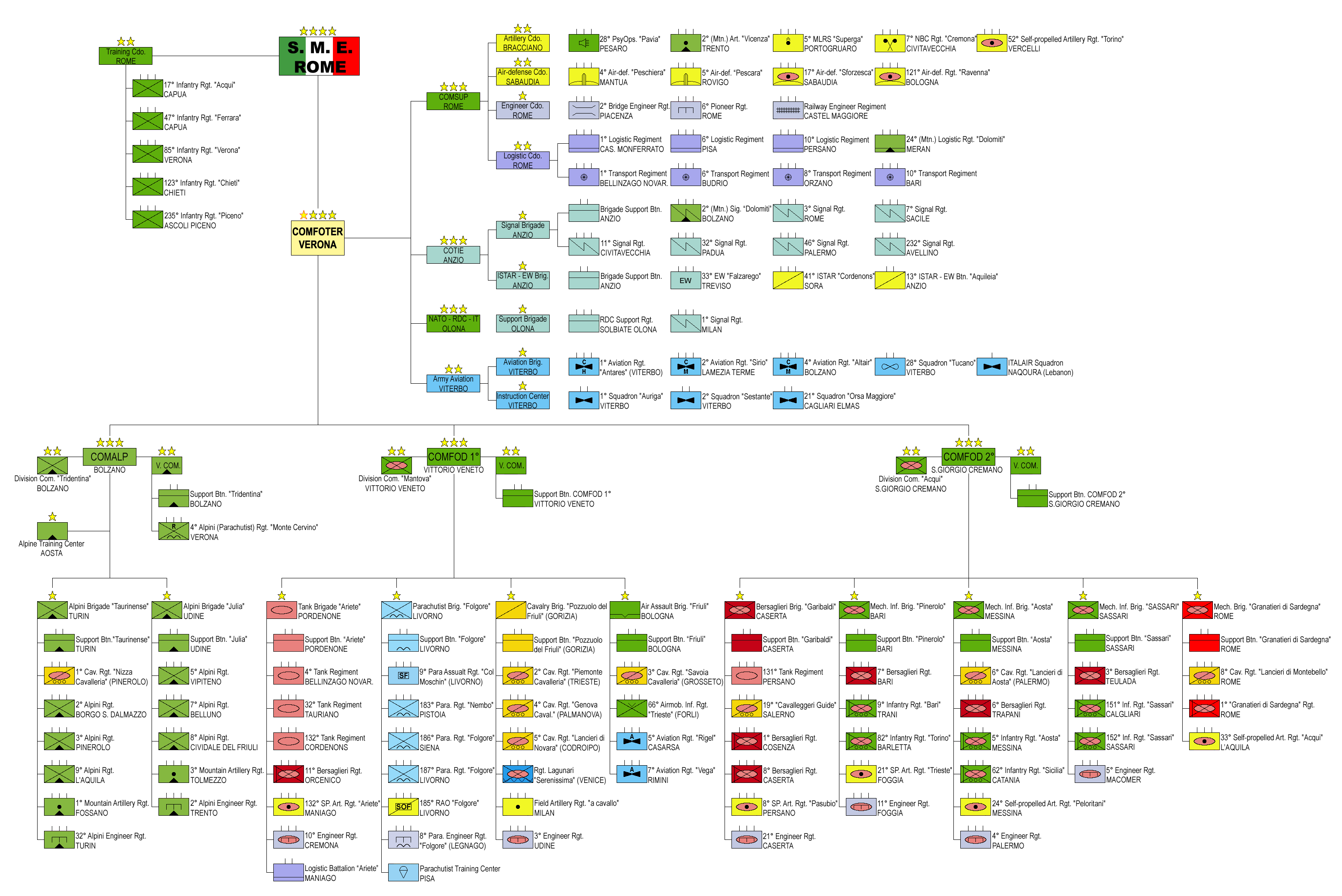
Estructura del ejército italiano (clic para agrandar).

### NRDC-IT
El NRDC, o el Corp. Desplegable Rápido de la OTAN, está localizado en Solbiate Olona (Lombardía) y tiene una brigada entera como dependencia, formada por:
- Signal Bde HQ en Solbiate Olona (Lombardía)
  -  1º Regimiento de Transmisiones en Milán (Lombardía)
  -  Regimiento de Apoyo Logístico en Solbiate Olona (Lombardía)
  - POST HQ en Solbiate Olona (Lombardía)

### COMALP

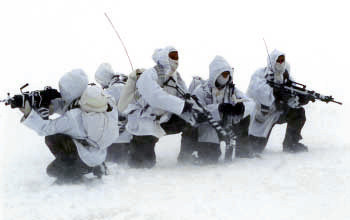
Alpini de la Brigada Taurinesa.

El “Comando Truppe Alpine”, o COMALP, manda en las tropas profesionales alpinas -llamadas Alpini- del Ejército Italiano. Está localizado en Bolzano y consta de las siguientes unidades:
- Mando proyectable de la División Alpina "Tridentina" en Brixen-Bressanone (Tirol del Sur); sin unidades asignadas.
- Centro de Entrenamiento Alpini (Batallón de Adiestramiento "Aosta") en Aosta.
- 4º Regimiento Paracaidista Alpini (Bon. "Monte Cervino")" en Bolzano con 21 Bv206 y 33 Puma 4x4; unidad de operaciones especiales.
- 6º Regimiento Alpini (Bon. de Adiestramiento "Bassano") en San Cándido (Tirol del Sur) con 21 Bv206; unidad para el entrenamiento en altas altitudes.
- Departamento de Mando y Apoyo Táctico "Tridentina"  en Bolzano.

- Brigada Alpina "Taurinense" en Turín (Piamonte):
  - Departamento de Mando y Apoyo Táctico "Taurinense".
  -  2º Regimiento Alpini (Bon. "Saluzzo") en Cuneo (Piamonte) con 21 Bv206 y 26 Puma 6x6.
  -  3º Regimiento Alpini (Bon. "Susa") en Pinerolo (Piamonte) con 21 Bv206 y 26 Puma 6x6.
  -  9º Regimiento Alpini (Bon. "L'aquila") en L'Aquila (Abruzos) con 21 Bv206 y 26 Puma 6x6.
  -  1º Regimiento de Artillería Terrestre (Grupo "Aosta") (artillería de montaña) en Fossano (Piamonte) con 24 FH-70.
  -  32º Regimiento de Ingenieros (30º Bon.) en Turín (Piamonte).

- Brigada Alpina "Julia" en Údine (Friul):
  -  5° Regimiento Alpini (Bon. "Morbegno") en Vipiteno (Tirol del Sur) con 21 Bv206 y 26 Puma 6x6.
  -  7° Regimiento Alpini (Bon. "Feltre") en Belluno (Veneto) con 21 Bv206 y 26 Puma 6x6.
  -  8° Regimiento Alpini (Bon. "Tolmezzo") en Cividale y Venzone (Friul) con 21 Bv206 y 26 Puma 6x6.
  -  3° Regimiento de Artillería Terrestre (Gr. "Conegliano") (artillería de montaña) en Tolmezzo (Friul) con 24 FH-70.
  -  2° Regimiento de Ingenieros Alpini (Bon. "Iseo") en Trento (Trentino).
  - 1° Hungarian Light Infantry Battalion (para despliegue en misiones de mantenimiento de la paz fuera del área OTAN).
  - 10° Slovenian Motorised Infantry Battalion (para despliegue en misiones de mantenimiento de la paz fuera del área OTAN).

### COMFOD 1
El “Comando Forze di Difesa 1”, o COMFOD 1, reside en la ciudad de Vittorio Veneto (Véneto) y controla las brigadas más especializadas del Ejército italiano:
- Mando proyectable de División "Mantova" (sin unidades asignadas).
- 132.ª Brigada Acorazada "Ariete" en Pordenone (Friul-Venecia Julia):
  -  4º Regimiento de Carros en Bellinzago Novarese (Piamonte) con 54 Ariete.
  -  32° Regimiento de Carros en Tauriano (Friul-Venecia Julia) con 54 Ariete.
  -  132° Regimiento de Carros en Cordenons (Friul-Venecia Julia) con 54 Ariete.
  -  11° Regimiento Bersaglieri en Orcenigo Superiore (Friul-Venecia Julia) con 59 Dardo.
  -  132° Regimiento de Artillería Terrestre “Ariete” (artillería autopropulsada) en Maniago (Friul-Venecia Julia) con 32 M109/L (reemplazados en 2008 por PzH 2000).
  -  10° Regimiento de Ingenieros Gastadores en Cremona (Lombardía).

- Brigada Paracaidistas “Folgore” en Livorno (Toscana):
  -  Centro de Entrenamiento de Paracaidismo en Pisa (Toscana).
  -  9° Regimiento de Asalto Paracaidista “Col. Moschin” en Livorno (Toscana); unidad de fuerzas especiales.
  -  183° Regimiento Paracaidista “Nembo” en Pistoia (Toscana) con 26 Puma 6x6.
  -  186° Regimiento Paracaidista “Folgore” en Siena (Toscana) con 26 Puma 6x6.
  -  187° Regimiento Paracaidista “Folgore” en Livorno (Toscana) con 26 Puma 6x6.
  -  185° Regimiento Paracaidista de Reconocimiento “Folgore” en Livorno; unidad de operaciones especiales.
  -   8° Regimiento de Ingenieros Gastadores Paracaidistas en Legnago (Véneto).

- Brigada Aeromóvil “Friuli” en Bolonia (Emilia-Romaña):
  -  3º Regimiento de Caballería "Savoia" en Grosseto (Toscana) con 50 Centauro y 33 Puma 4x4.
  -  66° Regimiento de Infantería Aeromóvil “Trieste” en Forlì (Emilia-Romaña)) con 33 Puma 4x4.
  -  5° Regimiento de Aviación del Ejército “Rigel” en Casarsa (Friul-Venecia Julia) con: 36 A129 "Mangusta", 12 AB 109EOA "Hirundo" y 24 AB 206C/1.
  -  7° Regimiento de Aviación del Ejército “Vega” en Rímini (Emilia-Romaña) con: 24 A129 "Mangusta", 12 AB 109EOA "Hirundo" y 24 AB 412.

- Brigada de Caballería “Pozzuolo del Friuli” en Gorizia (Friul-Venecia Julia):
  -  2° Regimiento de Caballería “Piamonte Cavalleria” en Trieste (Friul-Venecia Julia) con 50 Centauro y 33 Puma 4x4.
  -  4° Regimiento de Caballería “Genova Cavalleria” in Palmanova (Friul-Venecia Julia) con 50 Centauro y 33 Puma 4x4.
  -  5° Regimiento de Caballería “Lancieri di Novara” en Codroipo (Friul-Venecia Julia) con 50 Centauro y 33 Puma 4x4.
  -  Regimiento Lagunari “Serenissima” (Infantería de Marina) en Venecia (Veneto) con 17 AAV7-A1 y 41 Puma 6x6.
  -  Regimiento de Artillería a Caballo "Volòire" en Milán (Lombardía) con 24 FH-70.
  -  3° Regimiento de Ingenieros Gastadores en Údine (Friul-Venecia Julia).

### COMFOD 2

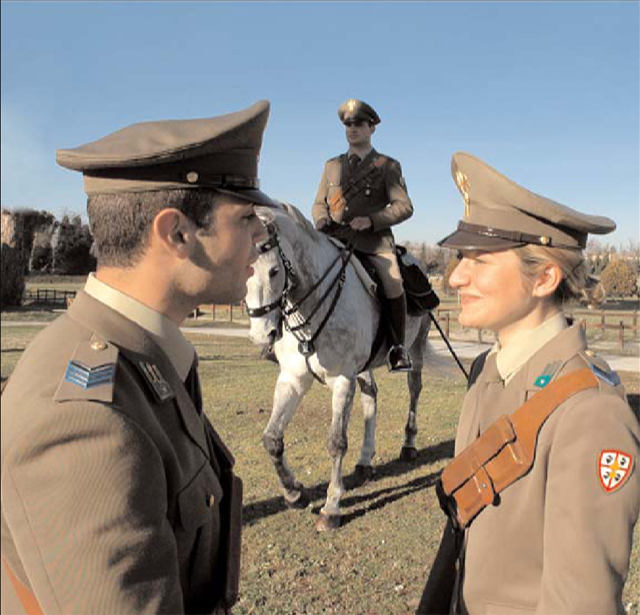
Soldados del 8° Regimiento de Caballería “Lancieri di Montebello”.

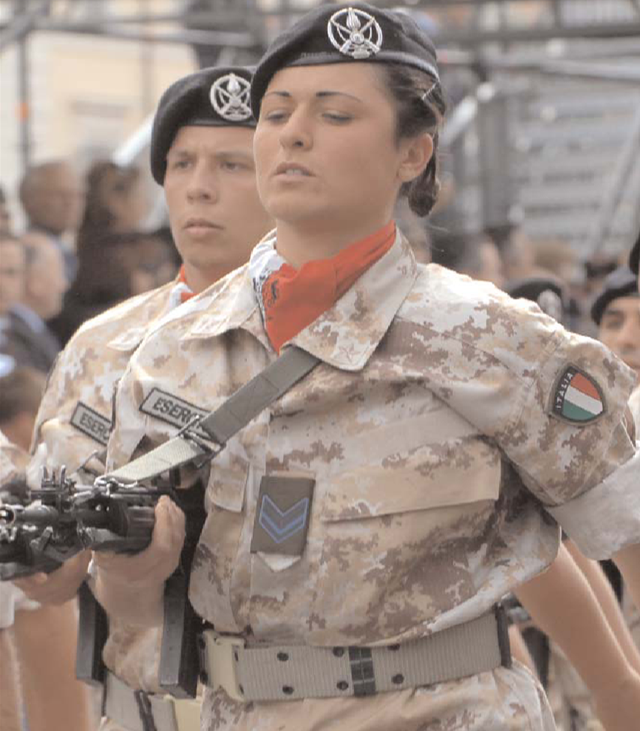
Soldados de la Brigada “Sassari”.

El “Comando Forze di Difesa 2”, o COMFOD 2, reside en San Giorgio a Cremano, cerca de Nápoles, y dirige 5 brigadas. Tres de ellas, las brigadas “Aosta”, “Pinerolo” y “Granatieri di Sardegna”, se nutren de voluntarios de un año y, por tanto, su uso está previsto en suelo italiano principalmente. El COMFOD 2 manda en:
- Mando proyectable de División “Acqui” (sin unidades asignadas).
- 91° Batallón de Entrenamiento “Lucania”.

- Brigada Mecanizada Bersaglieri “Garibaldi” en Caserta (Campania):
  -  131° Regimiento de Carros en Persano (Campania) con 54 Leopard 1.
  -  19° Regimiento de Caballería “Cavalleggeri Guide” en Salerno (Campania) con 50 Centauro y 33 Puma 4x4.
  -  1° Regimiento Bersaglieri en Cosenza (Calabria) con 59 Dardo.
  -  8° Regimiento Bersaglieri en Caserta (Campania) con 59 Dardo.
  -  8° Regimiento de Artillería Terrestre “Pasubio” (artillería autopropulsada) en Persano (Campania) con 24 M109/L (están siendo reemplazados actualmente por PzH 2000).
  -  21° Regimiento de Ingenieros Gastadores en Caserta (Campania).

- Brigada Mecanizada “"Granatieri di Sardegna"” en Roma (Lacio):
  -  1° Regimiento “Granatieri di Sardegna” (Infantería mecanizada) en Roma (Lacio) con 41 Puma 6x6.
  -  2º Regimiento "Granatieri di Sardegna" en Spoleto (Umbria), consistente en dos compañías bajo el mando del 1° Regimiento "Granatieri di Sardegna".
  -  33° Regimiento de Artillería Terrestre “Acqui” (artillería autopropulsada) en L'Aquila (Abruzos) con 24 M109/L.

- Brigada Acorazada “Pinerolo” en Bari (Apulia):
  -  31° Regimiento de Carros en Altamura (Apulia); sin tanques asignados.
  -  7° Regimiento Bersaglieri en Bari (Apulia) con 59 VCC (M113 mejorados).
  -  9° Regimiento de Infantería “Bari” en Trani (Apulia) con 59 VCC.
  -  82° Regimiento de Infantería “Torino” en Barletta (Apulia) con 59 VCC.
  -  21° regimiento de Artillería Terrestre “Trieste” (autopropulsada) en Foggia (Apulia) con 24 M109/L.
  -  11° Regimiento de Ingenieros Gastadores en Foggia (Apulia).

- Brigada Mecanizada “Aosta” en Messina (Sicilia):
  -  6° Regimiento “Lancieri d’Aosta” en Palermo (Sicilia) con 50 Centauro y 33 Puma 4x4.
  -  6° Regimiento Bersaglieri en Trapani (Sicilia) con 59 VCC.
  -  5° Regimiento de Infantería “Aosta” en Messina (Sicilia) con 59 VCC.
  -  62° Regimiento de Infantería “Sicilia” en Catania (Sicilia) con 59 VCC.
  -  24° Regimiento de Artillería Terrestre “Peloritani” (artillería autopropulsada) en Messina (Sicilia) con 24 M109/L.
  -  4° Regimiento de Ingenieros Gastadores en Palermo (Sicilia).

- Brigada Mecanizada “Sassari” en Sassari (Cerdeña):
  -  151° Regimiento de Infantería “Sassari” en Cagliari (Cerdeña) con 59 VCC (inminente sustitución con VBC Freccia).
  -  152° Regimiento de Infantería “Sassari” en Sassari (Cerdeña) con 59 VCC (inminente sustitución con VBC Freccia).
  -  5° Regimiento de Ingenieros Gastadores en Macomer (Cerdeña).

### CoTIE
El “Comando Trasmissioni ed Informazioni dell’Esercito”, o CoTIE, tiene asignado el control y la gestión de los servicios de Comunicaciones e Información de las Fuerzas Armadas italianas. Está basado en Anzio (Lacio) y consiste en las siguientes unidades:
- Brigada de Transmisiones para Apoyo de Maniobra:
  -  2° Regimiento de Transmisiones "Alpini" (Bon. "Gardena" y "Pordoi") en Bolzano.
  -  7° Regimiento de Transmisiones (Bon. "Predil" y "Rolle") en Sacile.
  -  11° Regimiento de Transmisiones (Bon. "Leonessa" y "Tonale") en Civitavecchia (Lacio).
  - 232° Regimiento de Transmisiones (Bon. "Fadalto") en Avellino (Campania).

- Brigada de Transmisiones para Apoyo Nacional:
  -  3° Regimiento de Transmisiones (Bon. "Lanciano", "Abetone" y "Gennargentu" en Roma (Lacio).
  -  32° Regimiento de Transmisiones (Bon. "Valles" y "Frejus") en Padova (Veneto).
  -  46° Regimiento de Transmisiones (Bon. "Mongibello" y "Vulture") en Palermo (Sicilia).

- Brigada RISTA EW:
  -  33° Regimiento IEW “Falzarego” en Treviso (Veneto).
  -  41° Regimiento So.R.A.O. “Cordenons” (vigilancia) en Casarsa (Friul).
  - 13° Bon. “Aquileia” (HUMINT) en Anzio (Lacio).

### Aviación del Ejército (AVES)
La sede de la Aviazione dell'Esercito (AVES) se encuentra en Viterbo e incluye las formaciones aéreas del Ejército que no son de combate (aviones de transporte, helicópteros de apoyo, etc.):
- Centro de Entrenamiento AVES en Viterbo.
  - 1° Grupo de escuadrones “Auriga” en Viterbo con 6 A129, 6 AB 205, 6 AB 212, 6 AB 412 y 47 AB 206.
  - 2° Grupo de escuadrones “Sestante”.
  - 21° Grupo de escuadrones “Orsa Maggiore” en Elmas (Cagliari) con 12 AB 205.

- Brigada AVES:
  -  1° Regimiento AVES “Antares” en Viterbo (Lacio) con 36 CH-47C "Chinook" y 6 AB412.
  -  2° Regimiento AVES “Sirio” en Lamezia Terme (Calabria) con 12 AB 212 y 6 AB205.
  -  4° Regimiento AVES “Altair” en Venaria (Piemonte) y Bolzano con 18 AB 205.
  - 28° Grupo de escuadrones “Tucano” en Viterbo (Lacio) con 3 Dornier DO-228 y 3 Piaggio P-180.
  - ITALAIR Squadron en Naqoura (Líbano) con 4 AB 205.

### Brigada de Artillería Antiaérea
- 4° Regimiento Antiaéreo “Peschiera” en Mantova con 30 sistemas de misiles superficie-aire (SAM) Hawk.
- 5° Regimiento Antiaéreo “Pescara” en Rovigo con 30 sistemas SAM Hawk.
- 17° Regimiento Antiaéreo “Sforzesca” en Sabaudia con SAM Skyguard "Aspide", SIDAM 25 y Stinger (2 batallones).
- 121° Regimiento Antiaéreo “Ravenna” en Bolonia con SAM Skyguard "Aspide", SIDAM 25 y Stinger.

### Brigada de Artillería Terrestre
- 2° Regimiento de Artillería (Alpini) (Gr. "Vicenza") en Trento (Trentino) con 24 FH-70.
- 5° Regimiento de Artillería Terrestre “Superga” en Portogruaro (Veneto) con 22 M270 MLRS.
- 7° Regimiento de Defensa NBC “Cremona” en Civitavecchia (Lacio) con VAB en configuración NBC.
- 28° Regimiento de Comunicación Operativa “Pavia” (guerra psicológica) en Pesaro (Marche).
- 52° Regimiento de Artillería Terrestre “Torino” (artillería autopropulsada) en Vercelli (Piamonte) con 32 M109/L.

### Brigadas de Ingenieros
- 2° Bridge Engineers Regiment in Piacenza
- 6° Pioneer Engineers Regiment in Rome
- Railway Engineers Regiment in Castel Maggiore (near Bolonia; 2 Battalions)

### Brigada de Logística
- 1º Regimiento de Maniobras Logísticas (en Rivoli).
- 6.º Regimiento de Maniobras Logísticas (en Pisa - Toscana).
- 10.º Regimiento de Maniobras Logísticas (en Pérsano - Campania).
- 24.º Regimiento de Maniobras Logísticas (Alpino - Alpes italianos) “btg Dolomiti” en Merano (Tirol sur/Alto Adigio).
- 1.er Regimiento de Transportes
- 6.º Regimiento de Transportes (en Budrio).
- 8.º Regimiento de Transportes (en Orzano).
- 10.º Regimiento de Transportes (en Bari - Apulia).

### Unidades de soporte
Las siguientes unidades de soporte no se encuentran bajo el mando de COMFOTER y juegan el rol exclusivo de soporte para las tropas en territorio italiano. Son comandados por varios subequipos del SME (Estado Mayor del Ejército) en Roma.
- Brigada de entrenamiento en Capua:
  -  17° Regimiento de Infantería “Acqui” en Capua
  -  47° Regimiento de Infantería “Ferrara” en Capua
  -  80° Regimiento de Infantería “Roma” en Cassino
  -  85° Regimiento de Infantería “Verona” en Montorio Veronese
  -  235° Regimiento de Infantería “Piceno” en Ascoli Piceno

- Otras unidades de entrenamiento:
  -  1° Regimiento de Tanques en Capo Teulada (Cerdeña)
  -  123° Regimiento de Infantería “Chieti” en Chieti
  -  157° Regimiento de Infantería “Liguria” en Albenga

- Unidades de Soporte Técnico y Logística:
  - Región Militar Norte
    -  184° Regimiento de Soporte de Señal en Treviso
    -  2° Regimiento de Soporte de Aviación del Ejército “Orione” en Bolonia
    -  3° Regimiento de Soporte de Aviación del Ejército “Aquila” en Orio al Serio

  - Región Militar Sur
    -  44° Regimiento de Soporte de Señal en Roma
    -  1° Regimiento de Soporte de Aviación del Ejército “Idra” en Bracciano
    -  4° Regimiento de Soporte de Aviación del Ejército “Scorpione” en Viterbo

- Otros
  - 8° Regimiento de transporte “Casilina”
  -  11° Batallón de Transporte “Flaminia”
  -  57° Batallón de Infantería “Abruzzi” en Roma

## Capacidad efectiva de operación

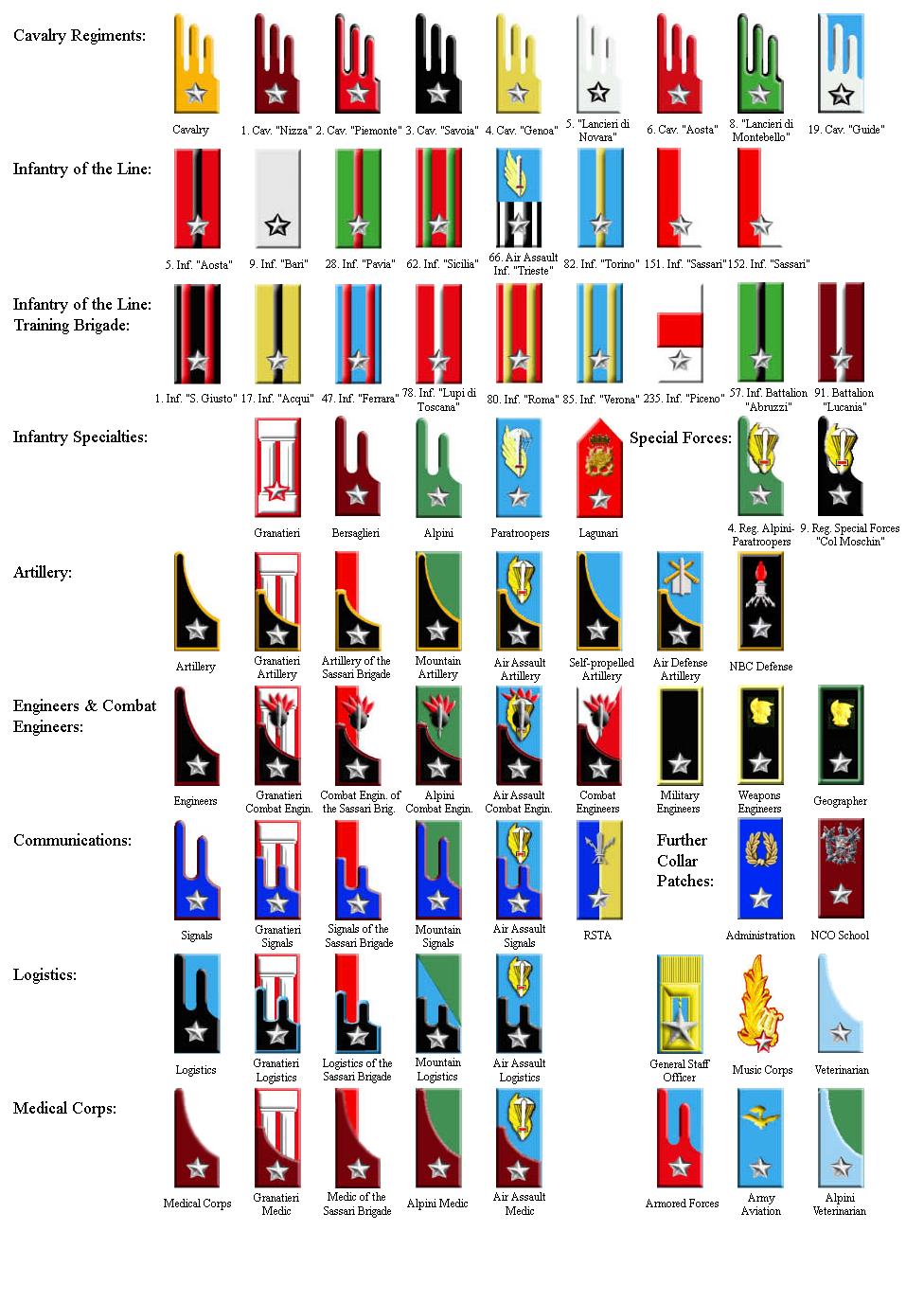
Símbolos llevados por los soldados del ejército italiano.

Todas las brigadas - excepto las brigadas de servicio interno “Aosta”, “Pinerolo” y “Granatieri di Sardegna”- pueden ser desplegadas fuera de Italia y están a menudo envueltas en operaciones de guerra o de mantenimiento de la paz en territorio extranjero. Las tres brigadas de servicio interno juegan un rol de "presencia y vigilancia" en instituciones claves del Estado italiano, v.g. la brigada “Granatieri di Sardegna” vigila la capital (Roma) y el Palacio Presidencial. [cita requerida]No es común que sean enviadas al extranjero y sus miembros usualmente esperan mantenerse en Italia durante sus años de servicio. Las ocho brigadas restantes son de combate, cada una consta de entre 3000 y 7000 tropas. Estas unidades son el orgullo del Ejército Italiano y son una fuerza de choque bien equipada y capaz de enfrentarse a la mayoría de situaciones de emergencia. Se caracterizan por su calidad, eficiencia, motivación y capacidad de movilización.
En total, el Ejército Italiano puede poner en el campo de batalla alrededor de 85.000 tropas terrestres, de un total de 112.000 hombres y mujeres.[cita requerida] A pesar de que la mayoría de unidades están designadas como regimientos, realmente consisten en una compañía expandida de Logística, Soporte y Comando y un batallón de combate que, en el caso de la infantería (Alpini, Bersaglieri, Granatieri, Lagunari, Fanti) está conformado por:
3 Compañías de Infantería
1 Compañía de Morteros
1 Compañía Antitanques
Los nombres tienen razones históricas. La mayoría de los regimientos son desplegados de forma singular, especialmente los regimientos de brigadas de soporte adjuntados a las unidades de combate listas para la misión.[cita requerida]

## Materiales

### Armas
- Beretta ARX-160 - 5,56 × 45 mm OTAN Fusil de asalto
- Beretta AR70/90 - 5,56 × 45 mm OTAN Fusil de asalto - también disponible en la versión SC
- Colt M4 - 5,56 × 45 mm OTAN Fusil de asalto - Fuerzas especiales
- Beretta 92  -  9 x 19 mm OTAN Pistola
- FN Minimi - 5.56 mm Ametralladora ligera
- MG3 - ametralladora 7.62mm
- Franchi SPAS 15 - escopeta
- Sako TGR42 - .338 Lapua rifle de francotirador
- Panzerfaust 3 — Rocket propelled grenade
- Misil antitanque Milan 2
- Misil antitanque Spike
- Misil antitanque TOW
- FIM-92 Stinger - MANPADS
- Mortero 60 mm

### Vehículos de combate
| Nombre       | Tipo                                | Cantidad                   | Imagen |
| ------------ | ----------------------------------- | -------------------------- | ------ |
| Ariete       | Carro de combate principal          | 200                        |        |
| Leopard 1A5  | Carro de combate principal          | 120 (en reserva)           |        |
| B1 Centauro  | Cazacarros                          | 259                        |        |
| VBM Freccia  | Vehículo de combate de infantería   | 249                        |        |
| Dardo        | Vehículo de combate de infantería   | 200                        |        |
| VCC          | Transporte blindado de personal     | 3000 (vcc1,vcc2,arisgator) |        |
| Puma apc     | Vehículo de reconocimiento          | 250 6x6 y 330 4x4          |        |
| Iveco LMV    | Vehículo de movilidad de infantería | +1000                      |        |
| ORSO 4x4     | MRAP                                | 72                         |        |
| Cougar HE    | MRAP                                | 12                         |        |
| VM90 Torpedo | Vehículo de movilidad de infantería | 200                        |        |
| AAV-7A1      | Vehículo anfibio                    | 17                         |        |

### Artilleria
| Nombre            | Tipo                                | Cantidad                                             | Imagen |
| ----------------- | ----------------------------------- | ---------------------------------------------------- | ------ |
| PzH 2000          | Cañón autopropulsado                | 70                                                   |        |
| M109/L            | Cañón autopropulsado                | 180 (serán reemplazados por los panzerhaubitze 2000) |        |
| FH-70             | Obus                                | 162                                                  |        |
| M270 MLRS         | Lanzacohetes multiple               | 22                                                   |        |
| FSFA SAMP         | Lanzacohetes multiple               | 9                                                    | n/d    |
| Morteros 120mm F1 | Mortero                             | 265                                                  | n/d    |
| SIDAM 25          | Artillería autopropulsada antiaérea | 300                                                  |        |
| Selenia Aspide    | Misil antiaéreo de medio alcance    | 500                                                  |        |

### Aeronaves del Ejército

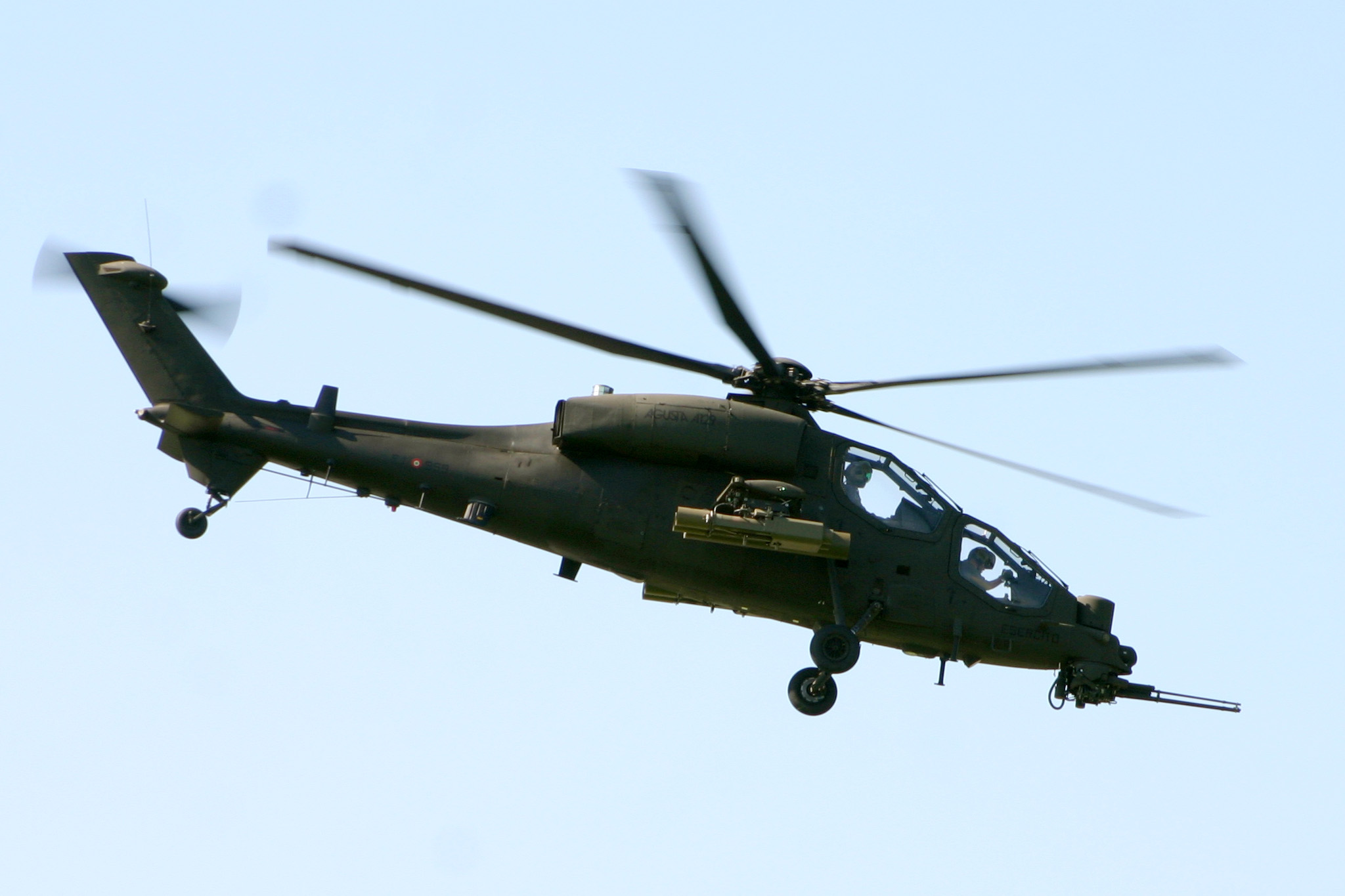
A129 Mangusta.

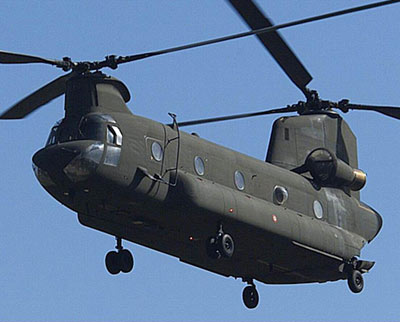
CH-47.

El Esercito Italiano opera 484 aeronaves, incluyéndo 471 helicópteros.
| Aeronaves              | Origen             | Tipo                      | Versiones      | En Servicio | Notas                      |
| ---------------------- | ------------------ | ------------------------- | -------------- | ----------- | -------------------------- |
| Agusta A109            | Italia             | helicóptero utilitario    | A109AA109EOA   | 423         |                            |
| Agusta A129 Mangusta   | Italia             | helicóptero de ataque     |                | 60          |                            |
| Bell 205               | Italia             | helicóptero utilitario    | AB 205A        | 89          | fabricados por Agusta      |
| Bell 206               | Italia             | helicóptero utilitario    | AB 206AAB 206B | 56          | fabricados por Agusta      |
| Bell 212               | Italia             | helicóptero de transporte | AB 212         | 12          | fabricados por Agusta      |
| Bell 412               | Italia             | helicóptero de transporte | AB 412         | 23          | fabricados por Agusta      |
| Boeing CH-47 Chinook   | Italia             | helicóptero de transporte | CH-47C         | 36          | fabricados por Agusta      |
| Dornier Do 228         | Alemania           | Avión Bimotor             | Do 228-200     | 4           |                            |
| NHI NH90               | Italia Reino Unido | helicóptero de transporte | TTH/GITA       | 80          | fabricado por NHIndustries |
| Piaggio P180 Avanti    | Italia             | Avión Turbohélice Bimotor |                | 3           |                            |
| SIAI Marchetti SM 1019 | Italia             | Avioneta de Enlace        | SM 1019E       | 6           |                            |

## Operaciones
Un tratado de paz firmado por Italia tras la II Guerra Mundial prohibió que esta nación desplegara fuerzas militares en ultramar, así como su posesión de aviones de combate en portaaviones, durante los veinticinco años que siguieron al final de la guerra.[cita requerida]
Este tratado expiró en 1970, pero no fue sino hasta 1982 que Italia volvió a desplegar tropas en territorio extranjero, con un contingente para el mantenimiento de la Paz que fue enviado a Beirut, en respuesta a una solicitud de las Naciones Unidas. Desde la década de los ochenta, las tropas italianas han participado, junto con otras naciones de Occidente, en operaciones de mantenimiento de la Paz en África, la Península Balcánica y el Medio Oriente.[cita requerida]
El ejército italiano no ha participado en operaciones de combate mayores desde la Segunda Guerra Mundial; aunque Fuerzas Especiales Italianas han tomado parte en operaciones anti-talibán en Afganistán como parte de la Fuerza Destacada "Nibbio". Italia no era miembro de la ONU en 1950, cuando esa organización fue a la guerra con Corea.
Italia de hecho participó en la Guerra del Golfo en 1990-91, pero únicamente a través del despliegue de ocho bombarderos "Panavia Tornado IDS" para misiones en Arabia Saudita; subsecuentemente algunas tropas del Ejército Italiano fueron enviadas al norte de Irak para asistir refugiados kurdos víctimas del conflicto.
Como parte de la Operación Libertad Duradera que respondía a los ataques terroristas del 11 de septiembre del 2001, Italia contribuyó a las operaciones internacionales en Afganistán. Las fuerzas italianas contribuyeron con la ISAF, las fuerzas de la OTAN en Afganistán y un Equipo de Reconstrucción Provincial. Cinco soldados italianos han muerto bajo órdenes de la ISAF. Italia ha enviado 411 soldados, basados en una compañía del 2.º regimiento "Alpini" con la misión de proteger el cuartel general de la ISAF, una compañía de ingenieros, un pelotón "NBC" y una unidad de logística, así como elementos de enlace y operadores integrados a la cadena de mando de la operación. Las Fuerzas Italianas comandan un equipo de trabajo de ingenieros multinacional y también tienen desplegado un pelotón de la Policía Militar Italiana. Además, tres helicópteros AB 212 fueron enviados a misiones en Kabul.[cita requerida]
El Ejército Italiano no formó parte de las operaciones de combate de la Guerra de Irak, no enviando tropas sino hasta después del 1 de mayo de 2003, cuando las principales acciones militares ya habían terminado. Subsecuentemente las tropas italianas arribaron en el último verano de 2003, y fueron desplegadas en el patrullaje de Nasiriyah y sus áreas circundantes. El 26 de mayo de 2006, el ministro de asuntos exteriores de Italia Massimo d'Alema anunció que las fuerzas desplegadas de Italia se reducirán a 1600 en junio del mismo año. Para el mes de junio de 2006, 32 Soldados Italianos han sido dados de baja en Iraq - junto con la pérdida de vidas más grande para este ejército ocurrida el 12 de noviembre de 2003 - un automóvil suicida se estrelló  contra un convoy[cita requerida] del Cuerpo de Carabinieri, matando a una docena de Carabinieri, cinco soldados del ejército italiano, dos civiles italianos, y ocho civiles iraquíes asesinados.
En el 2006, Italia se ubicaba tercero en el número de hombres desplegados en virtud de estas misiones en territorio iraquí, en el contingente de tropas de la misión de los cascos azules de Afganistán, así como en las fuerzas de las misiones del Kosovo, Bosnia y Herzegovina, y la misión para el Líbano siguiendo a países como Estados Unidos y el Reino Unido.
Una reciente reforma en el régimen castrense de los miembros del Esercito Italiano garantiza a los voluntarios la prioridad de ingreso en el caso que deseen seguir vinculados en la fuerza pública como en el Cuerpo de Carabineros (Carabinieri), La Policía, la Guardia di Finanza y en el Cuerpo de Guardabosques Italianos, así como en otros cuerpos de seguridad estatales.

## Escalafón militar

### Oficiales
| Escalafón militar de oficiales del Ejército Italiano | Escalafón militar de oficiales del Ejército Italiano | Escalafón militar de oficiales del Ejército Italiano | Escalafón militar de oficiales del Ejército Italiano | Escalafón militar de oficiales del Ejército Italiano | Escalafón militar de oficiales del Ejército Italiano | Escalafón militar de oficiales del Ejército Italiano | Escalafón militar de oficiales del Ejército Italiano | Escalafón militar de oficiales del Ejército Italiano | Escalafón militar de oficiales del Ejército Italiano | Escalafón militar de oficiales del Ejército Italiano | Escalafón militar de oficiales del Ejército Italiano | Escalafón militar de oficiales del Ejército Italiano |
| Categoría | generales                                            | generales                                            | generales                                            | generales                                            | generales                                            | oficiales superiores                                 | oficiales superiores                                 | oficiales superiores                                 | oficiales inferiores                                 | oficiales inferiores                                 | oficiales inferiores                                 | oficiales inferiores                                 |
| Código OTAN | OF-10                                                | OF-9                                                 | OF-8                                                 | OF-7                                                 | OF-6                                                 | OF-5                                                 | OF-4                                                 | OF-3                                                 | OF-2                                                 | OF-2                                                 | oficiales subalternos OF-1                           | oficiales subalternos OF-1                           |
| --- | ---------------------------------------------------- | ---------------------------------------------------- | ---------------------------------------------------- | ---------------------------------------------------- | ---------------------------------------------------- | ---------------------------------------------------- | ---------------------------------------------------- | ---------------------------------------------------- | ---------------------------------------------------- | ---------------------------------------------------- | ---------------------------------------------------- | ---------------------------------------------------- |
| charretera |                                                      |                                                      |                                                      |                                                      |                                                      |                                                      |                                                      |                                                      |                                                      |                                                      |                                                      |                                                      |
| Nombre italiano | generale1                                            | generale di corpo d'armata (i.s.)2                   | generale di corpo d'armata                           | generale di divisione                                | generale di brigata                                  | colonnello                                           | tenente colonnello                                   | maggiore                                             | primo capitano3                                      | capitano                                             | tenente                                              | sottotenente                                         |
| Traducción en castellano | general                                              | general de cuerpo de ejército (a.e.)                 | general de cuerpo de ejército                        | general de división                                  | general de brigada                                   | coronel                                              | teniente coronel                                     | mayor                                                | capitán primero                                      | capitán                                              | teniente                                             | subteniente                                          |
| Notas: 1 El rango de "generale" (general) se atribuye únicamente a l'oficial de Ejército ascendido a Jefe del Estado Mayor de la Defensa. 2 El rango de "generale di corpo'armata con incarichi speciali" (general de cuerpo de ejército con asignaciones especiales) se atribuye a el Jefe de Estado Mayor de Ejército y/o al Secretario de la Defensa. 3 Lo que se el título de "primo capitano" (capitán primero) es asignado a los oficiales en el rango de "capitano" (capitán) con más de 12 años de permanencia en el mismo. |                                                      |                                                      |                                                      |                                                      |                                                      |                                                      |                                                      |                                                      |                                                      |                                                      |                                                      |                                                      |

### Suboficiales, graduados y tropa
|  |  |  |  |

| caporal maggiore capo scelto cabo mayor jefe elegido | caporal maggiore capo cabo mayor jefe | caporal maggiore scelto cabo mayor elegido elegido | primo caporal maggiore primer cabo mayor |